# Sarah et son fils
Pour plus de détails, voir Fiche technique et Distribution.
Sarah et son fils (titre original : Sarah and Son) est un film américain en noir et blanc réalisé par Dorothy Arzner, sorti en 1930.

## Synopsis
Sarah Storm est une artiste autrichienne immigrée aux États-Unis, qui travaille avec son mari Jim Gray comme chanteuse dans des boîtes de nuit et des théâtres. Devenu fainéant, buveur et violent, Jim s'enfuit après une dispute à propos d'argent. Sarah découvre alors qu'il a vendu leur fils, Bobby, à un riche couple. Lorsqu'elle le retrouve, le couple refuse de lui rendre l'enfant. Des années plus tard, Sarah est devenue une chanteuse d'opéra célèbre. Elle a maintenant de l'argent pour récupérer son fils. Elle fait une nouvelle tentative ; le couple se montre beaucoup plus réceptif.

## Fiche technique
- Titre original : Sarah and Son
- Réalisation : Dorothy Arzner
- Scénario : Zoe Akins d'après le livre de Timothy Shea
- Photographie : Charles Lang
- Montage : Verna Willis
- Musique : Oscar Potoker
- Société de production et de distribution : Paramount Pictures
- Pays de production :  États-Unis
- Langue originale : anglais américain
- Format : noir et blanc — 35 mm — 1,20:1 — son : mono (Western Electric Sound System)
- Genre : drame
- Durée : 86 minutes
- Date de sortie :
  - États-Unis : 14 mars 1930
  - France : 6 avril 1931

## Distribution
- Ruth Chatterton : Sarah Storm
- Fuller Mellish Jr. : Jim Grey
- Fredric March : Howard Vanning
- Doris Lloyd : Mme Ashmore, la sœur de Howard Vanning
- Gilbert Emery : John Ashmore
- Philippe De Lacy (en) : Bobby, le fils
- William Stack : Cyril Belloc
- Edgar Norton : le majordome de Vanning (non crédité)
- Douglas Scott : Bobby enfant (non crédité)
- Madame Sul-Te-Wan : la domestique de Belloc (non créditée)